# Sarah Illenberger
Sarah Illenberger (* 1976 in München) ist eine deutsche Illustratorin und Art Director.

## Leben
Illenberger ist nach eigener Aussage „sehr behütet“ in München aufgewachsen. Während ihres Grafikdesign-Studiums 2000 am Central Saint Martins College of Art and Design in London entdeckte Sarah ihre Stärke für handwerkliche Bilder. Dies gab ihr den Grund, das Feld der digitalen Grafikdesigner zu verlassen und sich mehr auf die handwerkliche Grafik zu konzentrieren. Ihre Karriere als Illustratorin startete sie 2002 beim Magazin Neon. Ihr Stil und ihre Kunst inspirierten Künstler und Designer weltweit. Im gleichen Schritt beauftragten große Magazine wie Wallpaper, die New York Times oder das Time Magazine Sarah mit Illustrationsgrafiken, die ihr zu einigen Auszeichnungen verhalfen. Seit 2007 arbeitet sie in ihrem Studio in Berlin. Sie ist Mutter einer Tochter.

## Stil
Sarah Illenbergers Werke wirken stark durch ihre künstlerischen Einflüsse und weichen so vom durchschnittlichen Grafikdesign ab. Fotografie und Humor sind ein wichtiger Bestandteil ihrer Arbeiten.

## Auszeichnungen
- 2003, ADC Award Bronze
- 2003, LEAD Award Auszeichnung
- 2004, 2 × ADC Award Auszeichnung
- 2007, ADC Award Bronze
- 2007, ADC Award Auszeichnung
- 2007, LEAD Award Auszeichnung
- 2009, LEAD Award Auszeichnung
- 2010, ADC Award Gold
- 2011, LEAD Award Bronze für ihre Illustrationen in Neon, I Love You Magazine, Nido, Rolling Stone und SZ-Magazine[4]
- 2015, Kölner Klopfer, Köln International School of Design[5]

## Werke
Sarah Illenberger: Sarah Illenberger. Die Gestalten Verlag, Berlin 2011, ISBN 978-3-89955-385-7. (englisch)